# Telekom S-League 2025
La Telekom S-League 2025 è la 15ª edizione della massima serie del campionato di calcio salomonese. Il campionato è iniziato il 19 aprile 2025 e si concluderà il 20 novembre 2025.
La squadra campione in carica è il Central Coast. 

## Stagione

### Novità
Al termine della scorsa stagione sarebbe dovuto retrocedere il Juniper, ultimo classificato nella stagione regolare. Tuttavia Henderson Eels, Real Kakamora e Solomon Warriors non hanno confermato la loro partecipazione, venendo escluse dalla competizione e favorendo il ripescaggio del Juniper. Al loro posto sono state promosse Green Shield, Malaita Kingz e Ghupo.

### Formula
Il campionato si gioca con un girone all'italiana con partite di andata e ritorno, per un totale di 22 giornate. Al termine di esse, la squadra prima classificata è campione delle Isole Salomone e qualificata alla OFC Champions League 2026 insieme alla seconda classificata. Non sono previste retrocessioni.

## Squadre partecipanti
| Club            | Città   | Stagione precedente |
| --------------- | ------- | ------------------- |
| Central Coast   | Honiara |                     |
| Ghupo           | Honiara |                     |
| Green Shield    | Honiara |                     |
| Honiara City    | Honiara |                     |
| Juniper         | Honiara |                     |
| Kossa           | Honiara |                     |
| Laugu Utd.      | Honiara |                     |
| Malaita Kingz   | Honiara |                     |
| Marist          | Honiara |                     |
| SOSA            | Honiara |                     |
| Southern United | Honiara |                     |
| Waneagu United  | Honiara |                     |

## Classifica
|                           | Pos. | Squadra         | Pt | G | V | N | P | GF | GS | DR |
| ------------------------- | ---- | --------------- | -- | - | - | - | - | -- | -- | -- |
| Isole Salomone (bandiera) | 1.   | Central Coast   | 0  | 0 | 0 | 0 | 0 | 0  | 0  | 0  |
|                           | 2.   | Ghupo           | 0  | 0 | 0 | 0 | 0 | 0  | 0  | 0  |
|                           | 3.   | Green Shield    | 0  | 0 | 0 | 0 | 0 | 0  | 0  | 0  |
|                           | 4.   | Honiara City    | 0  | 0 | 0 | 0 | 0 | 0  | 0  | 0  |
|                           | 5.   | Juniper         | 0  | 0 | 0 | 0 | 0 | 0  | 0  | 0  |
|                           | 6.   | Kossa           | 0  | 0 | 0 | 0 | 0 | 0  | 0  | 0  |
|                           | 7.   | Laugu Utd.      | 0  | 0 | 0 | 0 | 0 | 0  | 0  | 0  |
|                           | 8.   | Malaita Kingz   | 0  | 0 | 0 | 0 | 0 | 0  | 0  | 0  |
|                           | 9.   | Marist          | 0  | 0 | 0 | 0 | 0 | 0  | 0  | 0  |
|                           | 10.  | SOSA            | 0  | 0 | 0 | 0 | 0 | 0  | 0  | 0  |
|                           | 11.  | Southern United | 0  | 0 | 0 | 0 | 0 | 0  | 0  | 0  |
|                           | 12.  | Waneagu United  | 0  | 0 | 0 | 0 | 0 | 0  | 0  | 0  |

Legenda:
      Campione delle Isole Salomone e ammessa alla OFC Champions League 2026.